# 宇迦
宇迦（युग，Yuga），又称为时，是印度教中的时代单位，共有圆满时、三分时、二分时、争斗时四个宇迦。目前所在的宇迦为争斗时，自公元前3102年开始。四个宇迦的时间具体为：
- 1圆满时（Krita Yuga）= 4,800天年 = 1,728,000年
- 1三分时（Treta Yuga）= 3,600天年 = 1,296,000年
- 1二分时（Dvapara Yuga）= 2,400天年 = 864,000年
- 1争斗时（Kali Yuga）= 1,200天年 = 432,000年

其中，一天年合360天日，一天日即尘世一年。四个宇迦合为一个摩诃宇迦（大时，Mahayuga），总计432万年。据印度教描述，圆满时之时人人道德高尚、和睦融洽、生活幸福。此后罪恶开始不断出现，至争斗时之时人类已彻底堕落，法只余四分之一。从圆满时至争斗时，人类的寿命也从400岁趋渐减少为100岁。最终，争斗时泯灭后世界重生，新的圆满时出现，如此循环反复。